# Сапармаммедов, Ихлас Сапармаммедович
Ихлас Сапармаммедович Сапармаммедов (туркм. Yhlas Saparmämmedowiç Saparmämmedow; 25 февраля 1997 года, Ашхабад, Туркменистан) — туркменский футболист, полузащитник клуба «Копетдаг» и сборной Туркменистана по футболу.

## Клубная карьера
С 2015 году выступал за «Хазыну».
В 2016—2017 годах играл за «Ахал».
В 2018 году Сапармаммедов вернулся в «Ахал», с которым дважды был бронзовым призёром чемпионата (2018, 2019). Принимал участие в играх Кубка АФК.
В июне 2020 года перешёл в ашхабадский «Копетдаг», подписав трехлетний контракт.

## Сборная
Играл за юношескую сборную Туркменистана. В январе 2015 года был впервые вызван в молодёжную сборную Туркменистана, для участия в Кубке содружества 2015.
Вместе с молодёжной сборной (до 19 лет) принимал участие в матчах отборочного турнира первенства Азии-2016, был капитаном команды.
В 2017 году участвовал в матчах квалификации чемпионата Азии-2018 (до 23 лет) по футболу.
С 2019 года стал привлекаться в национальную сборную Туркменистана.
В июне 2021 года Сапармаммедов получил приглашение в сборную на матчи отбора чемпионата мира-2022 с Республикой Кореей и Ливаном. Дебютировал за главную сборную в матче с Республикой Корея, выйдя на замену на 69-й минуте матча.